# Cooper (Maine)
Cooper es un pueblo ubicado en el condado de Washington en el estado estadounidense de Maine. En el Censo de 2010 tenía una población de 154 habitantes y una densidad poblacional de 1,83 personas por km².

## Geografía
Cooper se encuentra ubicado en las coordenadas 44°59′20″N 67°25′22″O / 44.98889, -67.42278. Según la Oficina del Censo de los Estados Unidos, Cooper tiene una superficie total de 84.36 km², de la cual 79.54 km² corresponden a tierra firme y (5.72%) 4.83 km² es agua.

## Demografía
Según el censo de 2010, había 154 personas residiendo en Cooper. La densidad de población era de 1,83 hab./km². De los 154 habitantes, Cooper estaba compuesto por el 98.05% blancos, el 0.65% eran afroamericanos, el 1.3% eran amerindios, el 0% eran asiáticos, el 0% eran isleños del Pacífico, el 0% eran de otras razas y el 0% pertenecían a dos o más razas. Del total de la población el 0.65% eran hispanos o latinos de cualquier raza.